# Corrado Perli
Corrado Perli (Grigno, 13 ottobre 1935 – Bassano del Grappa, 23 ottobre 2018) è stato un calciatore italiano, di ruolo attaccante.

## Carriera
Debutta in Serie B nel 1955 con il Verona, e l'anno successivo passa alla Reggiana in Serie C. Nel 1958 si trasferisce al Palermo dove disputa un altro campionato di Serie B per poi passare al Marsala in Serie C dove si ferma per due anni.
Nel 1961 è nuovamente in Serie B con il Cosenza e l'anno seguente in Serie C con l'Avellino. Passa alla Ternana nel 1963 ed ottiene una promozione in Serie C al termine del campionato 1963-1964. Dal 1965 al 1967 milita nella Narnese e nei due anni successivi nel Foligno in Serie D.

## Palmarès

### Club

#### Competizioni nazionali
- Serie D: 1

Ternana: 1963-1964
- Serie C: 1

Reggiana: 1957-1958